# Garnieren

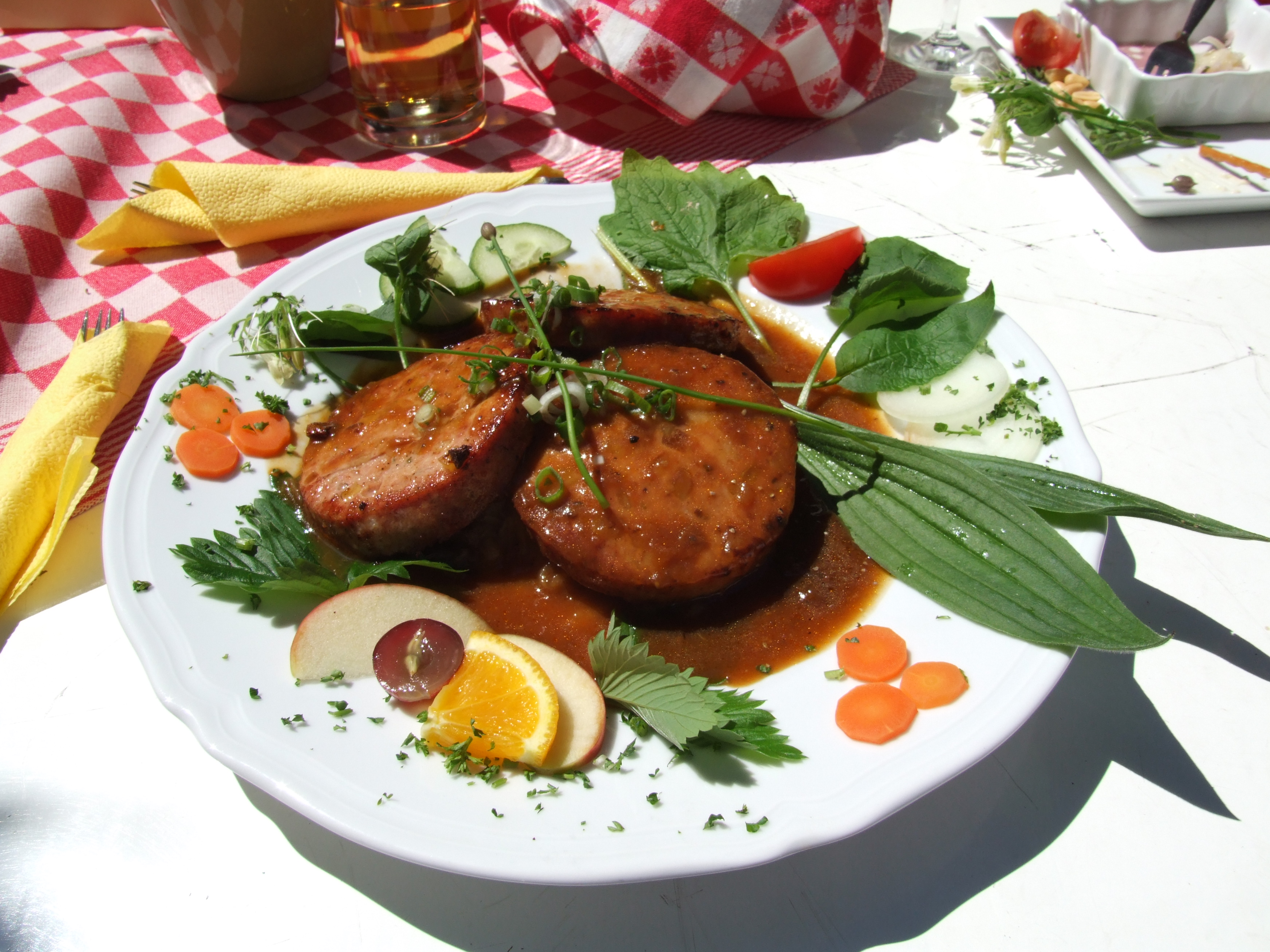
Eine Portion Pfälzer Saumagen, garniert mit frischen Kräutern und einigen Scheiben Gemüse und Obst

Garnieren (englisch Topping) ist vor allem das Verzieren, aber auch das gefällige Anrichten von Speisen und Getränken. Das Wort garnieren kommt von dem französischen garnir und bedeutet ausrüsten oder ausstatten. Der zugehörige Begriff „Garnitur“ wird in der Küchensprache teils auch enger gefasst und bestimmt beispielsweise in der klassischen Küche auch den Namen eines Gerichts.
Insbesondere in der Gastronomie, aber auch in Privathaushalten werden alle Arten von Speisen, sowie Getränke, hier besonders Cocktails, häufig mit den verschiedenen Produkten verziert. Im Bereich der Küchenwerkzeuge steht dafür ein breites Sortiment an speziellen Garnierhilfen zur Verfügung.
In Privathaushalten hat das Garnieren von weihnachtlichem Kleingebäck (z. B. bei Lebkuchen mit Mandelstücken) und Backwerk zu familiären Festtagen (z. B. bei Geburtstagstorten mit Kerzen und/oder Aufschrift) eine lange Tradition. 
Die verwendeten Garnituren bzw. Lebensmittel sind entweder Bestandteil der Speise (z. B. Petersilie bei Petersilienkartoffeln) oder geschmacklich passende oder neutrale Zusätze (z. B. Kakaopulver auf der Schlagsahne eines Eiskaffees). Zur Garnitur gehören auch künstliche Produkte wie Kerzen, Schirmchen, Trinkhalme usw.   
Für Desserts und Getränke werden oft abgezupfte Blätter von geschmacklich passenden Kräutern wie Minze oder Zitronenmelisse verwendet. Beim Garnieren von Desserts, die auf einem flachen Teller serviert werden, kann durch die als Saucenspiegel auf dem Teller verteilte Sauce eine „optische Volumensteigerung“ erzielt werden. 
In der asiatischen Küche werden häufig die Speisen des Hauptganges mit kunstvoll geschnitzten Gemüse- und Obststücken garniert. Dazu eignen sich besonders feste Gemüsesorten wie z. B. Möhren. Im Zubehörhandel gibt es inzwischen auch Ausstechformen, mit denen diese Art der Garnitur vereinfacht hergestellt werden kann.